# كأس البوسنة والهرسك 2007–08
كأس البوسنة والهرسك 2007–08 هو موسم من كأس البوسنة والهرسك. أقيم خلال الفترة 24 أكتوبر 2007 وحتى 4 يونيو 2008، وأشرف على تنظيمه اتحاد البوسنة والهرسك لكرة القدم، وكان عدد الأندية المشاركة فيه 32، وفاز فيه زرينيسكي موستار.